# Свјетско друмско првенство UCI — Вожња на хронометар за мушкарце
Вожња на хронометар за мушкарце на Свјетском друмском првенству UCI (енгл. UCI Road World Championships), једна је од дисциплина на Свјетском друмском првенству, у којој се одлучује свјетски шампион у вожњи на хронометар за мушкарце. Први пут је одржано 1994. и од тада се одржава сваке године. Хронометар је дужине углавном од 40 до 50 km, по равном или брдовитом профилу. Возачи стартују са два минута размака и возач који дионицу пређе за најмање времена је побједник и добија мајицу дугиних боја (која је мало другачија од мајице дугиних боја за побједника друмске трке) и носи је на сваком хронометру, у оквиру етапних трка на којима учествује, до следећег Свјетског првенства у вожњи на хронометар.
Рекордери су Фабијан Канчелара и Тони Мартин са по четири побједе. Мајкл Роџерс и Тони Мартин су једини са три побједе заредом. Бредли Вигинс је најстарији побједник, освојио је првенство 2014. са 34 године и 149 дана, док је најмлађи побједник Мајкл Роџерс, који је 2003. освојио првенство са 23 године и 293 дана
Њемац Михел Рих, завршио је други три пута и најуспјешнији је возач који није освојио Свјетско првенство, са укупно четири медаље. Фабијан Канчелара има највише трећих мјеста, три пута је освојио бронзану медаљу. Најуспјешнија држава је Њемачка, са седам побједа. Том Димулен је освојио првенство 2017. и постао први холандски побједник, док је Филипо Гана освојио првенство 2020. и постао први италијански побједник Свјетског првенства у вожњи на хронометар.

## Историја
Прије 1994. бициклисти који су возили добро на хронометрима на три гранд тур трке сматрани су најбољим на свијету. Прво Свјетско првенство у вожњи на хронометар одржано је у Агриђенту, у Италији, а освојио га је Британац Крис Бордман. Наредне године, првенство је освојио побједник Тур де Франса — Мигел Индураин, побиједивши Абрахама Олана за 49 секунди. Алекс Циле, побједник Вуелта а Еспање 1996, освојио је мајицу дугиних боја, испред Криса Бордмана. Године 1997. Свјетско првенство у вожњи на хронометар освојио је Француз, Лоран Жалабер, који је побиједио Украјинца Сергија Гончара за три секунде. Године 1998. Олано је побиједио испред Мелсиора Маурија за 37 секунди.
Њемац Јан Улрих, освојио је првенство 1999. побиједивши Швеђанина Михаела Андерсона за 40 секунди, на стази дугој 50 km. Улрих није учествовао на првенству 2000. и Гончар је освојио, десет секунди испред Михела Риха. Улрих се на Свјетско првенство у вожњи на хронометар вратио наредне године и освојио га, побиједивши Дејвида Милара за шест секунди. Улрих је опет одлучио да не брани своју титулу 2002. и Сантјаго Ботеро је постао први Колумбијац који је освојио Свјетско првенство, побиједивши Риха за осам секунди. Године 2003. првенство је освојио Дејвид Милар, али му је побједа одузета наредне године, јер је утврђено да се допинговао. Побједа је додијељена Мајклу Роџерсу, који је првобитно освојио сребрну медаљу.
Роџерс је првенство освајао и наредне двије године, побиједивши 2004. Риха за минут и 20 секунди, док је 2005. за 23 секунде био бољи од Шпанца Ивана Гутјереза. Роџерсова серија побједа је завршена 2006. године, када је првенство освојио Фабијан Канчелара, минут и 18 секунди испред Американца Дејвида Забриског. Канчелара је мајицу дугиних боја одбранио наредне године, побиједивши Мађара Ласла Бодрогија. Канчелара није учествовао 2008. и првенство је освојио Њемац Берт Грабш. Канчелара се вратио на Свјетско првенство 2009. и освојио га је испред Швеђанима Густава Ларсона, док је треће мјесто освојио Тони Мартин. Године 2010. Канчелара је освојио мајицу дугиних боја рекордни четврти пут, а Милар и Мартин су комплетирали подијум.
Након два трећа мјеста, Тони Мартин је освојио Свјетско првенство 2011. испред Бредлија Вигинса и Канчеларе. Мартин је првенство освојио и 2012. са пет секунди испред Тејлора Финија, док је 2013. освојио првенство трећи пут заредом, побиједивши поново испред Вигинса и Канчеларе, чиме је изједначио рекорд Роџерса од три побједе заредом. Након двије сребрне медаље, Бредли Вигинс је 2014. побиједио испред Тонија Мартина и Канчеларе. Вигинс се 2015. фокусирао на обарање рекорда на сат времена и није учествовао на Свјетском првенству, а други велики фаворити — Тони Мартин и Том Димулен, нису успјели да се домогну подијума; првенство је освојио Бјелорус Васил Кирјенка. Године 2016, Тони Мартин је изједначио рекорд Канчеларе, освојивши мајицу дугиних боја по четврти пут.
Године 2017, Свјетско првенство је одржано у Бергену и рута је промијењена, циљ је био на брду дугом 3,4 km. Четвороструки свјетски шампион — Тони Мартин, изразио је незадовољство што се хронометар завршава успоном. Такође, UCI је дозволио промјену бицикла пред успон, тако да су возачи могли да возе друмски бицикл на успону, што је предност давало класичним брдашима. Том Димулен је потпуно доминирао, био је најбржи на свим пролазним циљевима, није мијењао бицикл и освојио је злато 57 секунди испред Приможа Роглича, док је бронзу освојио Крис Фрум, минут и 21 секунду иза Димулена, а седам секунди испред Нелсона Оливеире.
Првенство 2018. освојио је Роан Денис, који је потпуно доминирао, био је најбржи на свим пролазним циљевима и побиједио је минут и 21 секунду испред побједника 2017 — Тома Димулена, док је бронзу освојио Белгијанац Виктор Кампенартс, 53 стотинке иза Димулена. То је била прва медаља за Дениса на Свјетском првенству у сениорској конкуренцији, док је као јуниор освојио сребрну медаљу 2012. године. Денис је освојио другу титулу заредом 2019, минут и осам секунди испред Ремка Евенепола и минут и 55 секунди испред Филипа Гане. Гана је освојио првенство 2020, 26 секунди испред Ваута ван Арта и 29 секунди испред Стефана Кинга, поставши тако први италијански побједник Свјетског првенства. Роан Денис је завршио на петом мјесту, а Том Димулен на десетом. Године 2021. Гана је освојио првенство другу годину заредом, поново испред Ван Арта, док је на трећем мјесту завршио Ремко Евенепул, четири секунде испред Каспера Асгрена.

## Освајачи медаља
| Првенства            | Злато             | Сребро          | Бронза               |
| -------------------- | ----------------- | --------------- | -------------------- |
| Агриђенто 1994.      | Крис Бордман      | Андреа Кјурато  | Јан Улрих            |
| Дуитама 1995.        | Мигел Индураин    | Абрахам Олано   | Уве Пешел            |
| Лугано 1996.         | Алекс Циле        | Крис Бордман    | Тони Ромингер        |
| Сан Себастијан 1997. | Лоран Брошар      | Сергиј Гончар   | Крис Бордман         |
| Валкенбург 1998.     | Абрахам Олано     | Мелсиор Маури   | Сергиј Гончар        |
| Верона 1999.         | Јан Улрих         | Михаел Андерсон | Крис Бордман         |
| Плуе 2000.           | Сергиј Гончар     | Михел Рих       | Ласло Бодроги        |
| Лисабон 2001.        | Јан Улрих         | Дејвид Милар    | Сантјаго Ботеро      |
| Лимбург 2002.        | Сантјаго Ботеро   | Михел Рих       | Игор Гонзалес        |
| Хамилтон 2003.       | Мајкл Роџерс      | Уве Пешел       | Михел Рих            |
| Верона 2004.         | Мајкл Роџерс      | Михел Рих       | Александар Винокуров |
| Мадрид 2005.         | Мајкл Роџерс      | Иван Гутјерез   | Фабијан Канчелара    |
| Салцбург 2006.       | Фабијан Канчелара | Дејвид Забриски | Александар Винокуров |
| Штутгарт 2007.       | Фабијан Канчелара | Ласло Бодроги   | Стеф Клемент         |
| Варезе 2008.         | Берт Грабш        | Свејн Туфт      | Дејвид Забриски      |
| Мендризио 2009.      | Фабијан Канчелара | Густав Ларсон   | Тони Мартин          |
| Гилонг 2010.         | Фабијан Канчелара | Дејвид Милар    | Тони Мартин          |
| Копенхаген 2011.     | Тони Мартин       | Бредли Вигинс   | Фабијан Канчелара    |
| Валкенбург 2012.     | Тони Мартин       | Тејлор Фини     | Васил Кирјенка       |
| Фиренца 2013.        | Тони Мартин       | Бредли Вигинс   | Фабијан Канчелара    |
| Понферада 2014.      | Бредли Вигинс     | Тони Мартин     | Том Думулан          |
| Ричмонд 2015.        | Васил Кирјенка    | Адријано Малори | Жером Копел          |
| Доха 2016.           | Тони Мартин       | Васил Кирјенка  | Хонатан Кастровијехо |
| Берген 2017.         | Том Димулен       | Примож Роглич   | Крис Фрум            |
| Инзбрук 2018.        | Роан Денис        | Том Димулен     | Виктор Кампенартс    |
| Харогејт 2019.       | Роан Денис        | Ремко Евенепол  | Филипо Гана          |
| Имола 2020.          | Филипо Гана       | Ваут ван Арт    | Стефан Кинг          |
| Фландрија 2021.      | Филипо Гана       | Ваут ван Арт    | Ремко Евенепул       |
| Волонгонг 2022.      | Тобијас Фос       | Стефан Кинг     | Ремко Евенепул       |
| Глазгов 2023.        | Ремко Евенепул    | Филипо Гана     | Џош Тарлинг          |

### Статистика

#### Најуспјешнији бициклисти
| Позиција | Бициклиста        | Злато | Сребро | Бронза | Укупно |
| -------- | ----------------- | ----- | ------ | ------ | ------ |
| 1.       | Тони Мартин       | 4     | 1      | 2      | 7      |
| 2.       | Фабијан Канчелара | 4     | 0      | 3      | 7      |
| 3.       | Мајкл Роџерс      | 3     | 0      | 0      | 3      |
| 4.       | Јан Улрих         | 2     | 0      | 1      | 3      |
| 5.       | Филипо Гана       | 2     | 1      | 1      | 4      |
| 6.       | Роан Денис        | 2     | 0      | 0      | 2      |
| 7.       | Бредли Вигинс     | 1     | 2      | 0      | 3      |
| 8.       | Крис Бордман      | 1     | 1      | 2      | 4      |
| 9.       | Сергиј Гончар     | 1     | 1      | 1      | 3      |
| 9.       | Васил Кирјенка    | 1     | 1      | 1      | 3      |
| 9.       | Том Димулен       | 1     | 1      | 1      | 3      |

#### Медаље по државама
| Позиција | Држава               | Злато | Сребро | Бронза | Укупно |
| -------- | -------------------- | ----- | ------ | ------ | ------ |
| 1.       | Њемачка              | 7     | 5      | 5      | 17     |
| 2.       | Швајцарска           | 5     | 1      | 5      | 11     |
| 3.       | Аустралија           | 5     | 0      | 0      | 5      |
| 4.       | Уједињено Краљевство | 2     | 5      | 4      | 11     |
| 5.       | Шпанија              | 2     | 3      | 2      | 7      |
| 6.       | Италија              | 2     | 3      | 1      | 6      |
| 7.       | Холандија            | 1     | 1      | 2      | 4      |
| 8.       | Бјелорусија          | 1     | 1      | 1      | 3      |
| 8.       | Украјина             | 1     | 1      | 1      | 3      |
| 10.      | Колумбија            | 1     | 0      | 1      | 2      |
| 10.      | Француска            | 1     | 0      | 1      | 2      |
| 12.      | Белгија              | 1     | 3      | 3      | 7      |
| 13.      | Норвешка             | 1     | 0      | 0      | 1      |
| 14.      | САД                  | 0     | 2      | 1      | 3      |
| 15.      | Шведска              | 0     | 2      | 0      | 2      |
| 16.      | Мађарска             | 0     | 1      | 1      | 2      |
| 17.      | Канада               | 0     | 1      | 0      | 1      |
| 17.      | Словенија            | 0     | 1      | 0      | 1      |
| 19.      | Казахстан            | 0     | 0      | 2      | 2      |